# Procarcelia brasiliensis
Procarcelia brasiliensis là một loài ruồi trong họ Tachinidae.